# Psychotria bimbiensis
Espèce
Statut de conservation UICN

 CR A2c+3c+4c : 
En danger critique
Psychotria bimbiensis Bridson & Cheek est une espèce de plantes du genre Psychotria,, de la famille des Rubiaceae. 
C’est une plante endémique du Cameroun[réf. souhaitée], dont l’habitat naturel se trouve à 80-100 m d’altitude. C’est un arbuste de 2 à 5 m de haut. Selon les critères de l’IUCN, elle est évaluée comme une espèce en danger critique d'extinction (CR).

## Étymologie
Son épithète spécifique bimbiensis fait référence à Bimbia, une localité au sud-ouest du Cameroun.